# Јарос
Јарос, Гиарос, је једно мало грчко острво које је данас ненасељено. Ово мало острво лежи у Егејима између већих острва, Андрос, Тинос, Сирос, Китнос и Кеа. Острво има дужину 8,5 km, а ширина му досеже близу 4,5 km, тако да његова површина достиже величину од 37 km². Вегетација је на острву добро развијена, острво је доста брдовито, а његова највиша тачка износи 490 метара. 
Координате: 37° 37' Сгш; 24° 43' Игд
Јарос је још у античко вријеме био уточиште, одбјеглима са околних острва. Од Другог свјетског рата, а посебно за вријеме под грчком војном диктатуром, 1967. до 1974. године, острво је служило као затвор и мјесто интернације за политичке затворенике.
Од 1948. па све до 1974. године, око људи 22.000 било је експортовано или затворено на овоме острву.
Данас грчка влада често користи ово острво за стратешке вјежбе, а већина објеката који се налазе на острву, више служе као споменици на сјећање онима који су ту пропатили.